# Teatro Majestic (San Antonio)
El Teatro Majestic (en inglés: Majestic Theatre)  es el teatro atmosférico más grande y antiguo de San Antonio (Texas, Estados Unidos). El teatro tiene capacidad para 2.311 personas y fue diseñado por el arquitecto John Eberson, para los teatros interestatales de Karl Hoblitzelle en 1929. En 1975, el teatro fue incluido en el Registro Nacional de Lugares Históricos y fue señalado como hito histórico nacional en 1993. El teatro ha sido la sede de la Sinfónica de San Antonio desde 1989.